# Mégatsunami
Pour un article plus général, voir Tsunami.

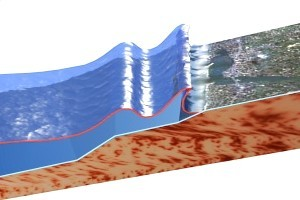
Vague d'un mégatsunami à l'approche des côtes.

Un mégatsunami est un tsunami hors-normes déclenchant de très grandes vagues, sans que cette appellation ne corresponde à une définition scientifique très précise. 

## Eléments de définition
En 2014, il n'existait pas de « définition univoque et largement acceptée » du terme « méga-tsunami », expression notamment utilisée par certains médias pour qualifier le tsunami de 2011 au Japon. JamesGoff, James Terry, Catherine Chagué-Goffa et Kazuhisa Goto ont alors proposé que le terme souteigai-tsunami soit retenu pour décrire les tsunami d'une ampleur inattendue, mais que l'expression mégatsunami soit réservé aux cas où le rapport hauteur/amplitude de vague dépasse 100 m/50 m à la source (cas rarissime). 
Les japonais ont aussi inventé le mot de Genpatsu-shinsai (原発震災) pour décrire le cas d'une situation de tsunami associé à un tremblement de terre et à un accident nucléaire. 

## Spécificités
Leurs effets n'ont presque rien de commun avec ceux des tsunamis classiques et leurs causes peuvent être différentes. Alors qu’un tsunami est généralement déclenché par les mouvements de la croûte terrestre, un mégatsunami peut être  provoqué par un éboulement colossal, qui en s’écroulant dans une mer fermée provoque de puissantes vagues pouvant atteindre des dizaines, voire centaines de mètres de hauteur et se déplaçant à une centaine de kilomètres par heure selon la masse.[réf. nécessaire], ou par des chutes d'astéroïdes (comme il semble aussi y en avoir eu sur la planète Mars, comme le suggèrent des chercheurs).
Certains mégatsunamis survenus dans la période préhistorique pourraient être à l'origine de l'universalité des mythes de déluges (présents dans plusieurs parties du monde).

## Mégatsunamis historiques
L’hypothèse de tels phénomènes contemporains est avancée la première fois (répertoriée) par une équipe de géologues à la recherche de pétrole en Alaska en 1953 : ils observent une zone de forêt relativement jeune sur la partie basse de sa côte alors que ce n'est pas le cas des baies alentour. On peut distinguer une bande clairement délimitée d'arbres plus jeunes. Les géologues appellent cette bande une trim line car elle ressemble à celles créées par l'avance et le recul de glaciers. Mais ils s'interrogent en observant les arbres situés juste au-dessus de cette bande, car ils  présentent tous de nombreuses cicatrices comme s'ils avaient été heurtés violemment par quelque chose venant de la côte. La seule explication que les scientifiques trouvent valide est des vagues anormalement hautes venant de la profonde mais étroite baie voisine, la baie Lituya. En effet la topographie particulière de la baie, une ancienne vallée glaciaire très profonde (200 m) possédant une entrée très étroite de seulement 10 mètres de large, bordée de falaises escarpées et traversée par une importante faille, rend la baie propice à d'importants glissements de terrain, générateurs de tsunamis. Ils émettent donc l'hypothèse qu'une vague énorme à une période relativement récente a pu se produire mais sans savoir précisément comment.
Le 8 juillet 1958 se produit un tremblement de terre de magnitude 8,3 dont l'épicentre se trouvait à quelques dizaines de kilomètres de la baie Lituya (Alaska). Un éboulement gigantesque se produit alors dans le fjord. On calcule que le glacier qui se déverse dans le fjord, est frappé par une vague monstrueuse mesurant entre 50 et 75m de haut, mais dont la dévastation s'étend jusqu'à 520 mètres de haut sur le flanc opposé (soit environ une fois et demi la hauteur de la tour Eiffel ou de l'Empire State Building). La région étant inhabitée, la catastrophe fait peu de victimes, seulement quelques pêcheurs dont les embarcations sont emportées par le flot. Un pêcheur, seul témoin visuel, et son fils survivent, leur bateau réussissant à passer l'énorme vague.
En 1963, un pan entier du mont Toc, au nord de Venise en Italie, déstabilisé par des infiltrations d'eau du lac du barrage de Vajont, s’écroule dans le réservoir à 110 km/h. La moitié de l’eau du lac est vidée en moins de dix minutes et une vague de 250 mètres de haut passe par-dessus le barrage sans le détruire, mais s'abat sur les villages en aval qu'elle réduit à néant, tuant près de 2 000 personnes.
Le 16 septembre 2023, un glissement de terrain entraînant l'effondrement d'un pic montagneux et d'un fragment de glacier dans le fjord Dickson, sur la côte orientale du Groenland, a provoqué un mégatsunami avec une vague initiale d'une hauteur de 200 mètres. La région étant inhabitée, personne n'a été témoin ou victime du phénomène, mais ce dernier a déterminé un signal sismique enregistré durant neuf jours à travers toute la croûte terrestre,.
À l'échelle historique et géologique, beaucoup plus loin dans le passé plusieurs mégatsunamis ont probablement eu lieu à grande échelle, même si leur fréquence demeure faible.
Ils seraient le plus souvent des phénomènes très localisés et dévastateurs et ont pu être une inspiration pour les mythes de déluge, communs à la plupart des cultures dans le monde entier.
- Il y a 3 200 ans, l'explosion de Santorin aurait provoqué un ou plusieurs mégatsunamis de 100 à 200 m de haut accompagnés d'autres phénomènes (pluie de cendre volcanique, nuées ardentes).
- Il y a 4 000 ans un mégatsunami semble avoir eu lieu à La Réunion[8].
- Il y a 7 000 ans en mer de Norvège, un événement comparable s'est produit, causé par les glissements de terrain de Storegga.
- Il y a environ 8 150 ans, l'un des glissements de terrain de Storegga a causé un tsunami très important.
- Il y a environ 73 000 ans, un mégatsunami provoqué par l'effondrement d'un pan du Pico do Fogo (Cap-Vert) a probablement eu lieu, affectant Santiago avec des vagues mesurant au minimum 170 mètres[9], voire jusqu'à 240 m sur l'île de Santiago à environ 50 km de là, selon une étude publiée dans Science Advances[10]. Le tsunami est daté par hélium 3 à l'aide de mesures effectuées sur les dépôts tsunamigéniques[9].
- Il y a plus de 65 millions d'années, des théories sur l'extinction des dinosaures avancent que la chute de la météorite de Chicxulub sur l'actuelle péninsule du Yucatan (sud-est du Mexique), a dû engendrer plusieurs mégatsunamis de 500 à 3 000 mètres de haut. Selon une étude récente (publiée en janvier 2019), la première vague - telle que modélisée par Molly Range à l'université du Michigan (États-Unis) avec une équipe de l'université Princeton, de l'université Brown et du MIT a avoisiné 1,5 km de haut, a touché tous les océans, avec plusieurs vagues secondaires (jusqu'à 100 mètres de hauteur animées d'une vitesse de 140 km/h) qui ont contribué à l'extinction de 50 à 75% des espèces vivantes (dont les dinosaures non aviaires)[11].

## Menaces de mégatsunami
Les volcans sous-marins ou littoraux ou les îles volcaniques telles que La Réunion et Hawaii sont susceptibles de causer des mégatsunamis parce que ce sont souvent des structures instables agrégées par des éruptions successives. Autour de ces îles, on a trouvé des traces de débris qui prouvent que de tels glissements de terrain ont déjà eu lieu.
Pour l'Europe de l'ouest et méditerranéenne, le tsunami est l'une des formes potentiellement les plus graves de risque d'inondation côtière. Mais alors que certains tsunamis préhistoriques ont été bien étudiés dans d'autres parties du monde « très peu d'informations sont disponibles sur l'occurrence de paléotsunamis pendant la préhistoire européenne. Or cette donnée a une importance fondamentale dans le calcul du risque d'immersion par tsunami d'une zone côtière donnée ». Sur la base des quelques données existantes pour le passé européen, il reste difficile de modéliser numériquement le risque global d'inondation côtière (incluant les tsunamis) et il faudrait aussi bien intégrer le risque de survenue conjointe d'autres aléas (ex : onde de tempête, surcote, outre une éventuelle situation de marée haute) et pour la prédiction à long terme, les chercheurs doivent aussi intégrer les futurs changements du « niveau relatif de la mer » résultant à la fois du réchauffement global et marin, mais aussi des mouvements eustatiques verticaux de la lithosphère.
Le candidat le plus sérieux (comme source du prochain mégatsunami) serait l'île de La Palma, dans les îles Canaries. En 1949, lors d’une éruption, la moitié occidentale de l'arête de la Cumbre Vieja a glissé de plusieurs mètres vers l'océan Atlantique. On pense que ce processus a été provoqué par la pression de l’eau, présente dans la structure de l’île, portée à ébullition par la remontée du magma. La prochaine éruption pourrait faire glisser la moitié occidentale de l'île, et jeter 500 milliards de m3 de roches, d'après l'hypothèse la plus pessimiste. D'après certaines projections, cela produirait un mégatsunami qui voyagerait à travers l'océan Atlantique et irait frapper les Caraïbes et le littoral américain oriental huit heures plus tard, avec une vague que les spécialistes estiment de 10 à 25 mètres de hauteur.

## Modélisation d'un mégatsunami
La modélisation de la première vague d'un mégatsunami généré par l'« effondrement granulaire » d'une île, d'un littoral, d'un pan de volcan ou d'un morceau de plateau continental intéresse les prospectivistes et les gestionnaires de risques, mais nécessite de bien connaitre le substrat et contexte géologique, de bien évaluer le risque sismique dans la zone concernée, et surtout d'aussi maitriser la modélisation des écoulements granulaires et des écoulements complexes s'effectuant pour tout ou partie sous l'eau.
Les écoulements granulaires « secs » ont beaucoup été étudiés par exemple pour prévoir la dynamique de remplissage d'un silo de grains ou la distance parcourue par un glissement de terrain en montagne, et leur connaissance a fait de grands progrès dans les années 2000 à 2010, mais les principes de ces modèles ne peuvent pas être extrapolés au cas de milieux sédimentologiques littoraux ou subaquatiques mous ni aux phénomènes d'écoulements granulaires s'effectuant entièrement sous l'eau ou en présence d'eau. En effet, sous l'eau, le fluide environnant et le substrat sédimentaire modifient fortement la rhéologie des matériaux granulaires, avec des effets antagonistes qui n'existent pas sur terre. De plus l'eau étant quasiment incompressible et bien plus dense que l'air, l'onde s'y transmet de manière très différente. Selon le type de « granulat », et selon le caractère plus ou moins séquentiel ou brutal de l'effondrement, l'eau pourra fortement ralentir l'écoulement granulaire ou au contraire le fluidifier et l'accélérer tout en étendant l'onde de propagation, ,.
Dans les années 2010, on n'en est qu'aux prémices de l'étude, très complexe, de l'influence du degré de pente, de la hauteur de la colonne d'eau, de sa densité, de la masse et de la structure initiale des matériaux s'effondrant, selon le type de grains.
Le rôle de lubrifiant de gaz, d'eau ou d'hydrocarbure circulant dans les failles des zones à risque doit aussi encore être précisé.
Des chercheurs s'intéressent aussi à la manière dont un grand tsunami modifie les parties rocheuses du trait de côte de même que les caractéristiques des plages (dont en s'appuyant sur l'exemple du tsunami de 2011, à partir de l'imagerie satellitaire).

## Films
Comme toutes les grosses catastrophes, météorites, supervolcans, c’est un sujet à l’impact visuel fort pour le cinéma. Des films comme Deep Impact, The Last Day et 2012 en parlent abondamment. Un mégatsunami manque également de se produire à la fin de Abyss. Et plus récemment il y a The Wave de Roar Uthaug qui se déroule dans les fjords de Norvège.

## Sur d'autres planètes

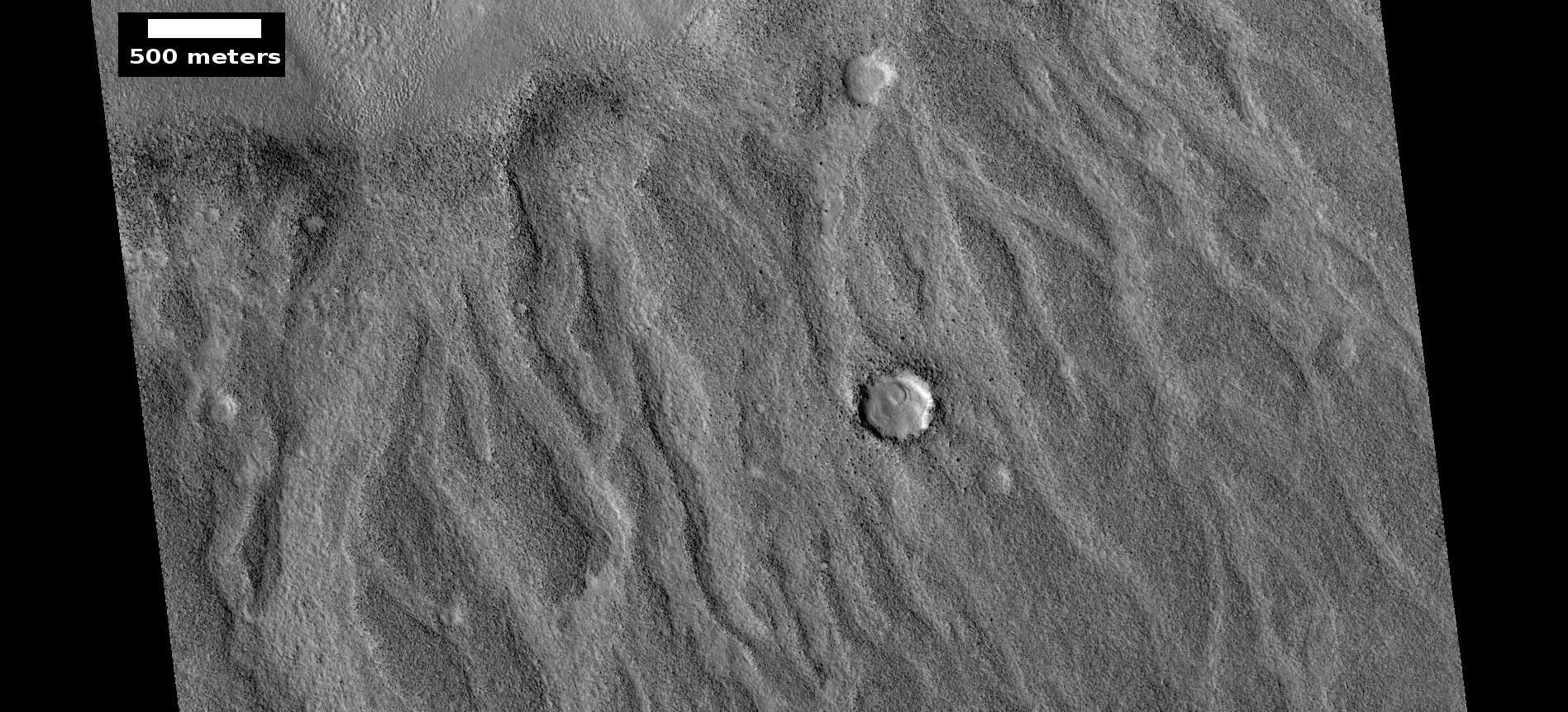
Traces possiblement issues d'un mégatsunami à la surface de la planète Mars.

Il y a environ 3,4 milliards d'années, la planète Mars aurait été frappée par un mégatsunami, suggéré par des traces d'écoulement orientées de bas en haut dans Chryse Planitia,.

### Sources
- Ward, S.N. and Day, S. 2001, Cumbre Vieja Volcano — Potential collapse and tsunami at La Palma, Canary Islands, Geophysical Research Letters, 28, 17, p. 3397–3400.

### Vidéographie
- Storegga Landslide & Tsunami ; Simulation informatique du glissement de terrain de Storegga (Norvège) et du méga-tsunami survenu il y a 8 200 ans You Tube.
- Megaflood: how Britain became an island (en) Conférence du Dr Jenny Collier du Département des sciences de la Terre de l'Imperial College of London, expliquant comment la Grande-Bretagne a été séparée de la France par un tsunami qui a changé le cours de l'histoire britannique.